# Artistique-Europameisterschaft 1989

Logo CEB (ausrichtender Verband)

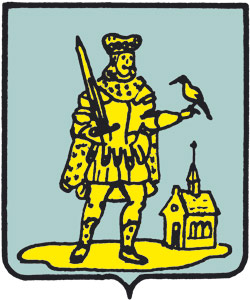
Veranstaltungsort:
Wilrijk

Die Billard-Artistique-Europameisterschaft 1989 war das 32. Turnier in dieser Disziplin des Karambolagebillards und fand vom 27. bis zum 30. April 1989 in Wilrijk, einem Stadtbezirk von Antwerpen, statt.

## Modus
Gespielt wurden 68 verschiedene Figuren mit verschiedenen Punktewertungen. Jeder Teilnehmer hatte pro Figur drei Versuche. Die maximale Punktzahl betrug 500 Punkte.

Gewertet wurde wie folgt:
1. Punkte = Erzielte Punkte
2. Versuche = Anzahl der gespielten Versuche
3. gelöste Figuren = gelöste Figuren
4. HS = Punkte der nacheinander gelösten Figuren
5. % = Prozentual gelöste Figuren

## Abschlusstabelle
| Platz                        | Name               | Punkte | Versuche | gel. Figuren | HS  | %       |
| ---------------------------- | ------------------ | ------ | -------- | ------------ | --- | ------- |
| 1                            | Jean Bessems       | 361    | 145      | 51           | 147 | 72,20 % |
| 2                            | Xavier Fonellosa   | 301    | 152      | 44           | 63  | 60,20 % |
| 3                            | Jean Reverchon     | 276    | 161      | 41           | 70  | 55,20 % |
| 4                            | Angelo Casales     | 262    | 166      | 39           | 54  | 52,40 % |
| 5                            | Andreas Horvath    | 260    | 152      | 39           | 47  | 52,00 % |
| 6                            | Walter Bax         | 252    | 153      | 38           | 43  | 50,40 % |
| 7                            | Jordi Oliver       | 243    | 160      | 36           | 38  | 48,60 % |
| 8                            | Raymond Steylaerts | 237    | 158      | 35           | 32  | 47,40 % |
| 9                            | Jan Brunnekreef    | 236    | 166      | 35           | 61  | 47,20 % |
| 10                           | Henry Schwed       | 157    | 176      | 25           | 19  | 31,40 % |
| Turnierdurchschnitt: 51,70 % |                    |        |          |              |     |         |